# Storbritanniens monarki
Storbritannien (Förenade konungariket Storbritannien och Nordirland) är en konstitutionell monarki där landets statschef är en kung (maskulinum) eller regerande drottning (femininum) som tillsätts efter en i lag fastställd tronföljd.
Dagens brittiska monarki är linjär efterföljare till både Englands och Skottlands tidigare monarkier. Skottlands kung Jakob VI ärvde år 1603 den engelska kronan och, med tillfälligt avbrott 1649–1660, kom de engelska och skotska kronorna att vara förenade i en personalunion under ett drygt århundrade. År 1707 skapades Kungariket Storbritannien och 1801 utökades det till Förenade Kungariket Storbritannien och Irland. 1921 utsträckte sig det brittiska imperiet över en fjärdedel av jordens yta.
Kung Charles III efterträdde sin mor, Elizabeth II, vid hennes död den 8 september 2022. Drottning Elizabeth II regerade i 70 år, från hennes fars frånfälle 6 februari 1952 fram till sin egen död, och var den längst regerande brittiska monarken någonsin.

## Bakgrund
Storbritannien har ingen skriven konstitution utan bygger i hög utsträckning på konstitutionell praxis under huvudsakligen engelsk rätt. Den engelska kungamakten begränsades i och med att Johan utan land tvingades utfärda Magna Carta år 1215. Henrik VIII bröt med den romersk-katolska kyrkan på 1530-talet och etablerade den självständiga Engelska kyrkan. Kung Jakob VI av Skottland ärvde 1603 den engelska kungatronen (som Jakob I av England) efter den barnlösa Elisabet I:s frånfälle och de båda rikena hamnade därefter i en personalunion.
Konflikten i synen på kungamakten mellan Karl I och parlamentsledamöter på 1600-talet ledde till kungens halshuggning och det Engelska inbördeskriget. I Bill of Rights som antogs efter den ärorika revolutionen (i vilken den katolske Jakob II störtades) under samstyret av Maria II och hennes man Vilhelm III angavs de institutionella ramarna för kungamaktens förhållande till parlamentet.
Med unionsakterna (1707) uppgick Kungariket England och Kungariket Skottland i ett förenat kungarike. Med unionsakten av år 1800 uppgick även Kungariket Irland i kungariket.

## Ämbetsuppgifter

### Statschef för Storbritannien
Sedan 1700-talet har det, sedan Huset Hannover uppsteg på tronen med Georg I, växt fram en oskriven sedvana att monarken inte deltar i rikets direkta styrelse, utan genom en underförstådd delegation överlåter den substantiva merparten av det kungliga prerogativet (engelska: Royal prerogative powers), vilket är återstoden av den verkställande makt som av urminnes hävd härleds från monarken och som inte kodifierats i lag, till landets premiärminister och dennes ministär.
I det som avses med det "kungliga preogativet" ingår åtminstone följande befogenheter (ej uttömmande lista, eftersom det i många fall bygger på en flera hundra år gammal rättslig doktrin och med få vägledande rättsfall):
- disposition och insättande av Storbritanniens väpnade styrkor utomlands;
- att ingå och ratificera traktat;
- att utfärda, neka, beslagta och återkalla pass;
- förvärv och avträde av territorium;
- all diplomatisk verksamhet;
- utfärdande av kreditivbrev för diplomatiska sändebud (vanligen ambassadör) och ackreditering av utländska motsvarigheter
- beslut rörande ämbetsmannakåren (engelska: Civil Service)

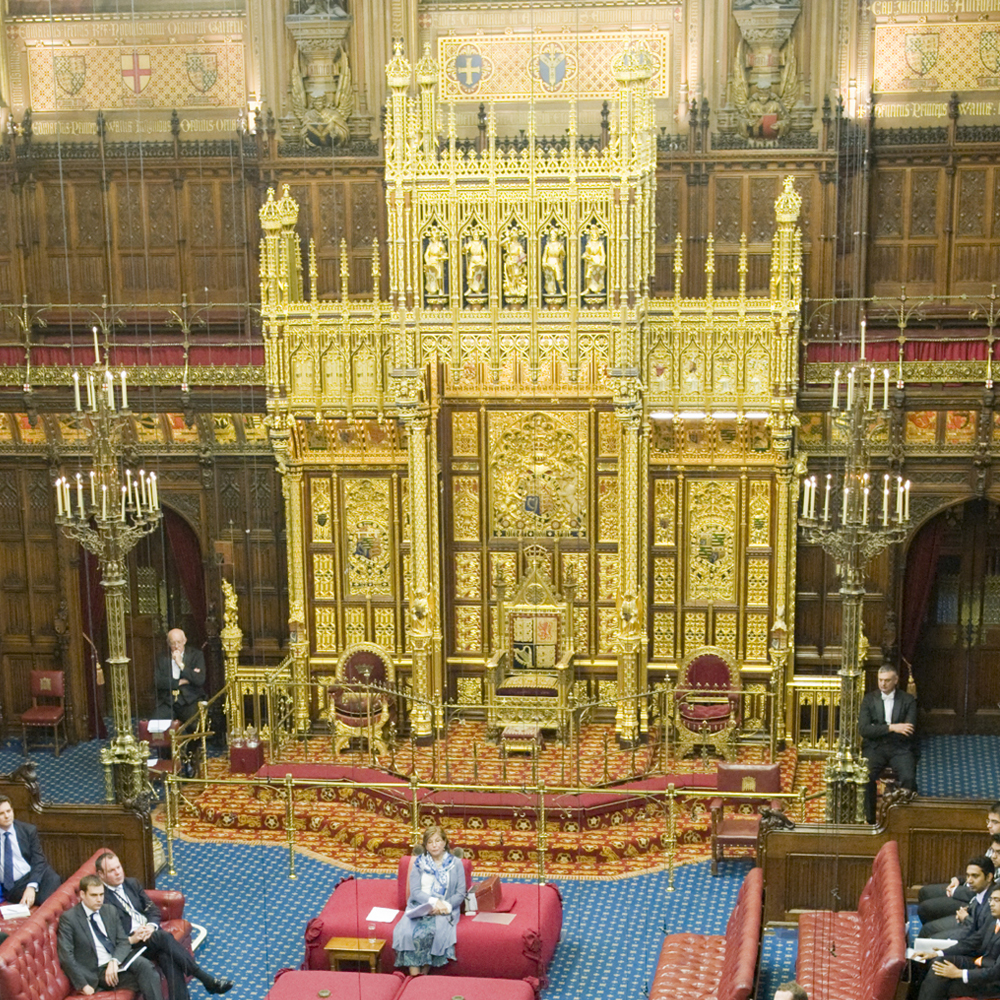
Överhussalens gyllene tron i Westminsterpalatset, varifrån monarken håller trontalet vid parlamentets årliga öppnande.

Det finns dock tre ämbetsuppgifter som enbart kan utföras av den sittande monarken;
- Utnämning och entledigande av premiärministern;
- Upplösande av parlamentets underhus och därmed utlösande av nyval;
- Underteckning (kunglig sanktion) av lagar för att dessa ska äga giltighet.

Utfärdande av bindande föreskrifter, sekundärlagstiftning och utnämningar av övriga ministrar och en mängd civila, kyrkliga och militära ämbetsmän sker i regel vid kronrådets sammanträden.
Varje år öppnar monarken parlamentets session i en ceremoni med trontalet, iförd Imperial State Crown. Den brittiska monarken är den engelska kyrkans styresperson (engelska: Supreme Governor) och överhuvud/högste befälhavare för Storbritanniens väpnade styrkor (engelska: Head of the Armed Forces).
Monarken delar ut utmärkelser i Storbritanniens belöningssystem, de flesta sker på inrådan av premiärministern och bereds dessförinnan i Cabinet Office (för brittiska medborgare) och Foreign and Commonwealth Office (för utlänningar). Utnämningar till pärskap, ordnar, baronettskap eller andra utmärkelser publiceras i den officiella tidningen för England och Wales: The London Gazette.

### Samväldet
Monarken är sedan Georg VI även överhuvud för den mellanstatliga organisationen Samväldet (engelska: Head of the Commonwealth), men just den positionen är inte per automatik ärftlig.
Samväldet är en slags frivillig kulturell fortsättning av det brittiska imperiet, vars egentliga syfte och funktion är luddig och inte är alldeles enkel att klarlägga: är den till för att tjäna medlemsstaternas befolkningar eller att upphöja den brittiska monarkin och tillfredsställa behovet av imperienostalgi. Som argument för Brexit hävdade förespråkare för det att vi väljer Samväldet i stället för EU, trots att organisationerna inte är jämförbara och förhållandet mellan Storbritannien och tidigare nybyggarkolonier som Australien och Nya Zeeland skiljer sig avsevärt jämfört med tidigare kolonier som Indien och Pakistan.
Samväldet som organisation leds av dess generalsekreterare som väljs av medlemsstaternas regeringschefer.

### Statschef utöver Storbritannien
Den brittiska monarken är även, var för sig, statschef för 14 andra suveräna stater benämnda som samväldesriken, samtliga före detta brittiska dominier och kolonier med Westminstersystemet:

- Antigua och Barbuda
- Australien (artikel)
- Bahamas
- Belize
- Grenada
- Jamaica
- Kanada (artikel)
- Nya Zeeland (artikel)
- Papua Nya Guinea
- Saint Kitts och Nevis
- Saint Lucia
- Saint Vincent och Grenadinerna
- Salomonöarna
- Tuvalu

Den brittiska tronföljden påverkar därför även vem som är statschef i dessa länder.
Då monarken är permanent bosatt i Storbritannien så representeras denne i de andra monarkierna som nämns ovan av 15 generalguvernörer (Australiens generalguvernör i Australien, Jamaicas generalguvernör på Jamaica, Kanadas generalguvernör i Kanada och så vidare) och dessa fungerar som monarkens personliga representant i respektive land. När monarken agerar i kraft av exempelvis Nya Zeelands statschef så sker det på inrådan av Nya Zeelands premiärminister och dennes ministär, och inte på inrådan av Storbritanniens premiärminister och dennes ministär och så vidare.
Huruvida Elizabeth II eller hennes hovfunktionärer tog ställning eller inte i Australiens konstitutionella kris 1975 (där generalguvernör John Kerr avskedade premiärminister Gough Whitlam innan denne hann instruera drottningen att avskeda generalguvernören) är omdiskuterat.

## Hov
Officiella uttalanden från den brittiska hovet (The Royal Household) brukar i engelskt språkbruk i pressen benämnas metonymt som palatset (engelska: The Palace), eller som Buckingham Palace (ifall det gäller Royal Household, dvs för monarken eller monarkin i stort). På samma sätt benämns även uttalanden från enskilda kungligheters hovstater metonymt som palatset vid vilket de formellt residerar vid: för tronföljarparet, hertigparet av Cambridge, är det Kensington Palace.
I Storbritannien räknas alltjämt St. James’s Palace som monarkens officiella residens och i kreditivbrev benämns följaktligen att utländska diplomater ackrediteras vid The Court of St James's. Personalen tjänstgör inom olika hovstater (engelska: households), av vilken den största är The Royal Household med 1 200 anställda. Övriga hovstater är uppkallade efter de personer som de tjänar, till exempel Deras kungliga högheter prinsen och prinsessan av Wales hovstat (engelska: The Household of Their Royal Highnesses The Prince and Princess of Wales).
The Royal Household är indelat i fem avdelningar:
- Private Secretary’s Office: leds av privatsekreteraren som vägleder monarken i dennes konstitutionella roll som statschef för såväl Storbritannien och övriga samväldesriken. Avdelningen organiserar monarkens officiella program och handhar officiell korrespondens och uttalanden gentemot allmänheten.[15][16]
- Privy Purse and Treasurer’s Office: handhar den interna administrationen och funktioner som HR och IT-tjänster.[15]
- Master of the Household’s Department: ansvarar för och ombesörjer betjäningen vid de kungliga residensen.[15]
- Lord Chamberlain’s Office: ansvarar för den rent ceremoniella delen av monarkens program. Bland dessa finns parlamentets årliga öppningsceremoni, inkommande statsbesök och kungliga bröllop.[15] Funktionen överlappar delvis med de ärftiga ämbetena Earl Marshal (ansvarar för kröningar och statsbegravningar) och Lord Great Chamberlain (monarkens representant i Westminsterpalatset: ansvarar för Westminster Hall och de kungliga rummen).[17][18]
- Royal Collection Trust: ansvarar för bevarandet av de kungliga föremålssamlingarna, Royal Mews samt för allmän visningsverksamhet vid de kungliga residensen.[15]

Under ordförandeskapet av Lord Chamberlain (en deltidstjänst som innehas av någon med pärsvärdighet) leds hovets verksamhet genom arbetsgruppen Lord Chamberlain’s Committee i vilket ingår cheferna för respektive avdelning (Lord Chamberlain’s Office representeras av dess controller) samt flera adjungerade från de andra hovstaterna. De förstnämnda är kollektivt ansvariga inför den regerande monarken.

## Residens

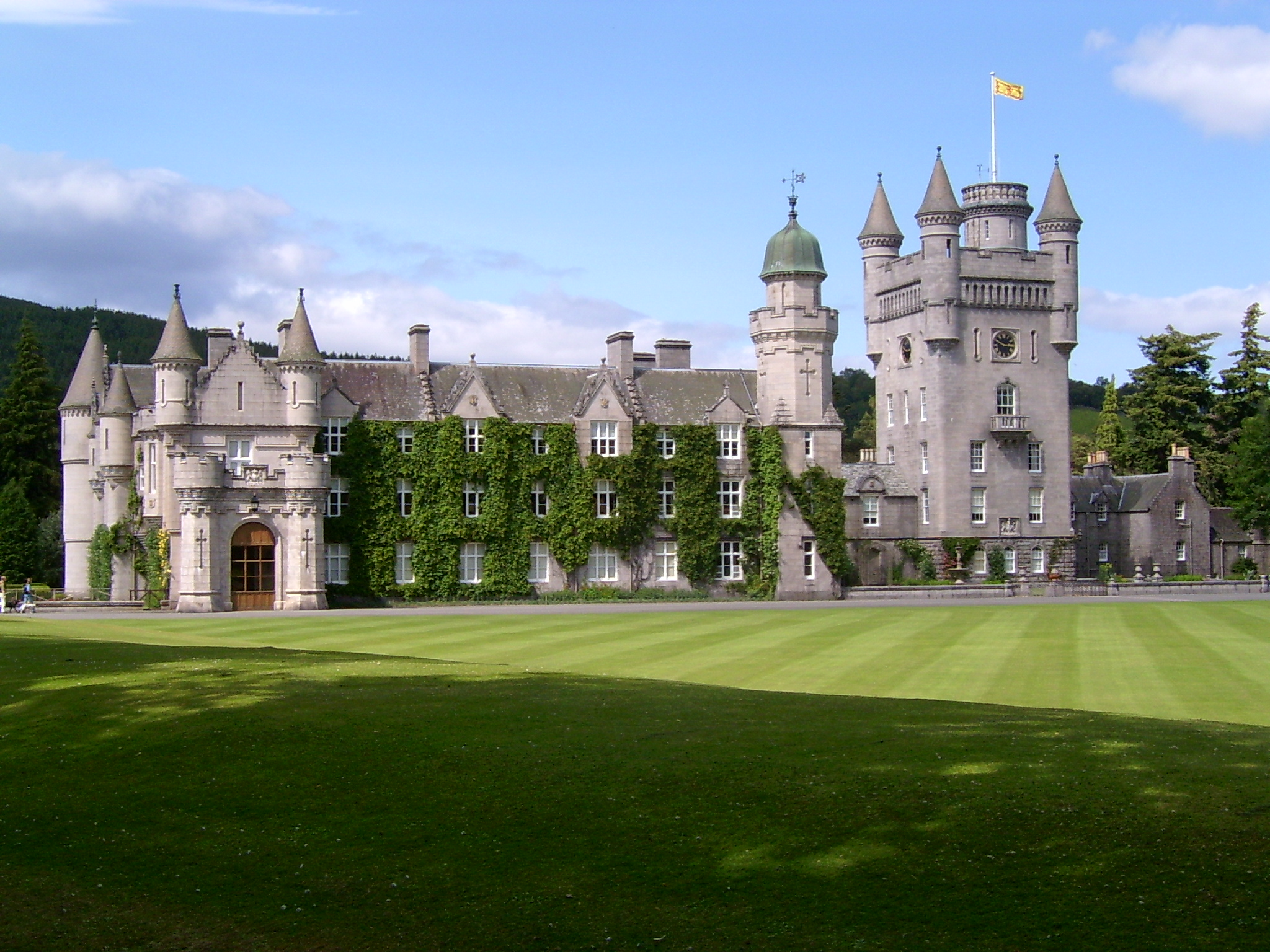
Balmoral Castle.
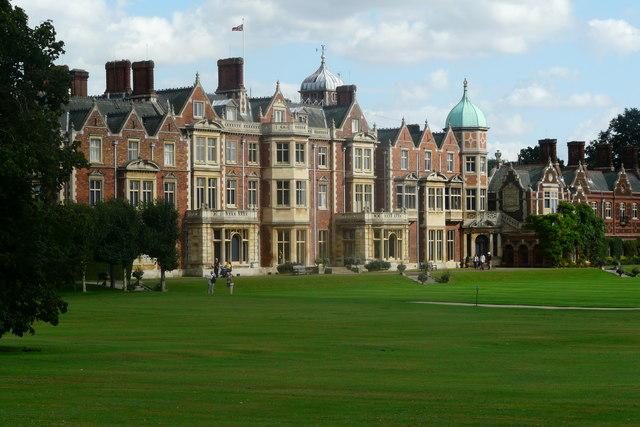
Sandringham House.

Buckingham Palace i London (City of Westminster) är monarkens officiella residens. Holyrood Palace i Edinburgh är monarkens officiella residens i Skottland. Windsor Castle utanför London används även också för representation.
Sandringham House utanför Norfolk i nordöstra England och Balmoral Castle i Skottland är monarkens privategendom.
Representation och residens

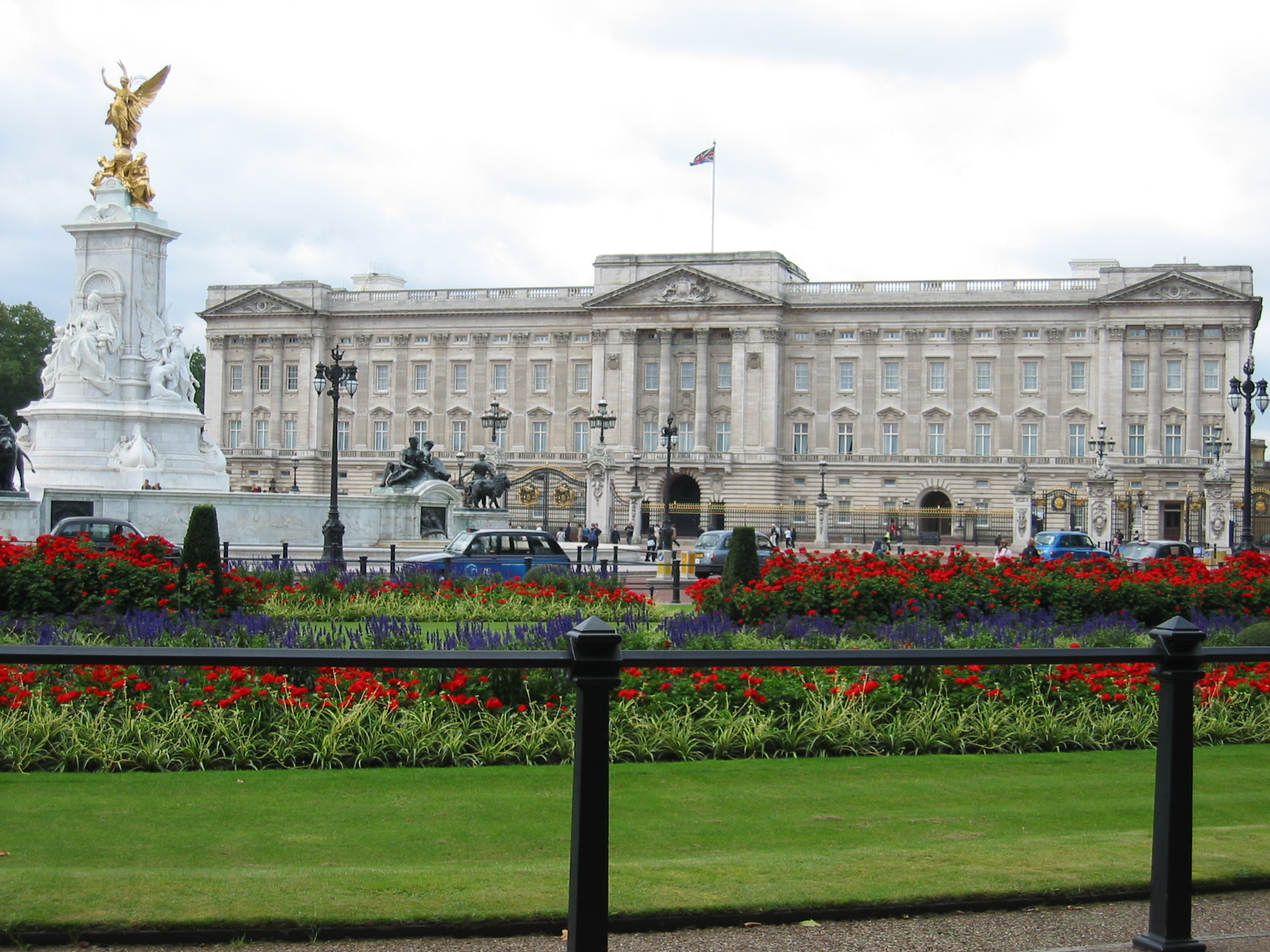
Buckingham Palace.
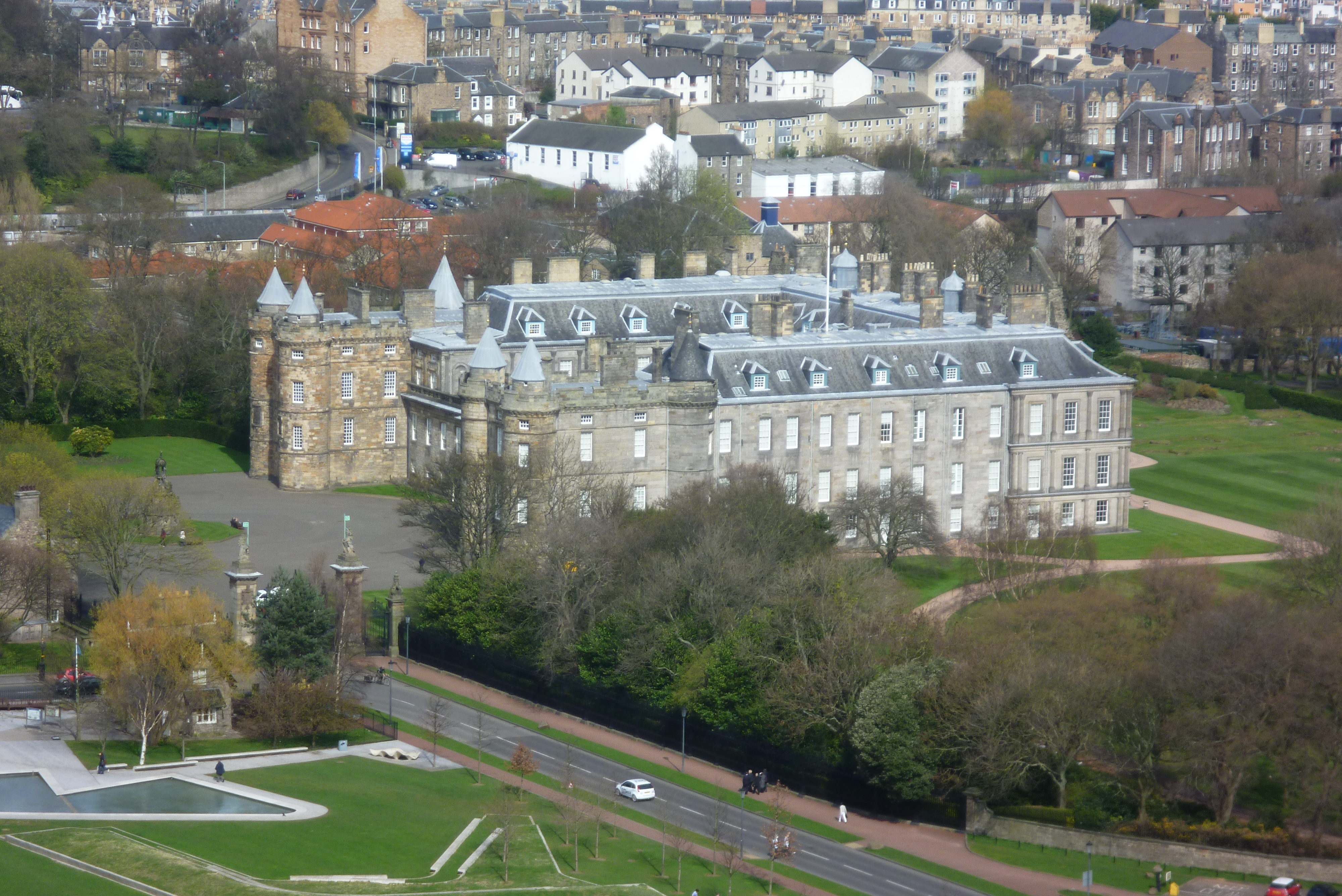
Holyrood Palace.
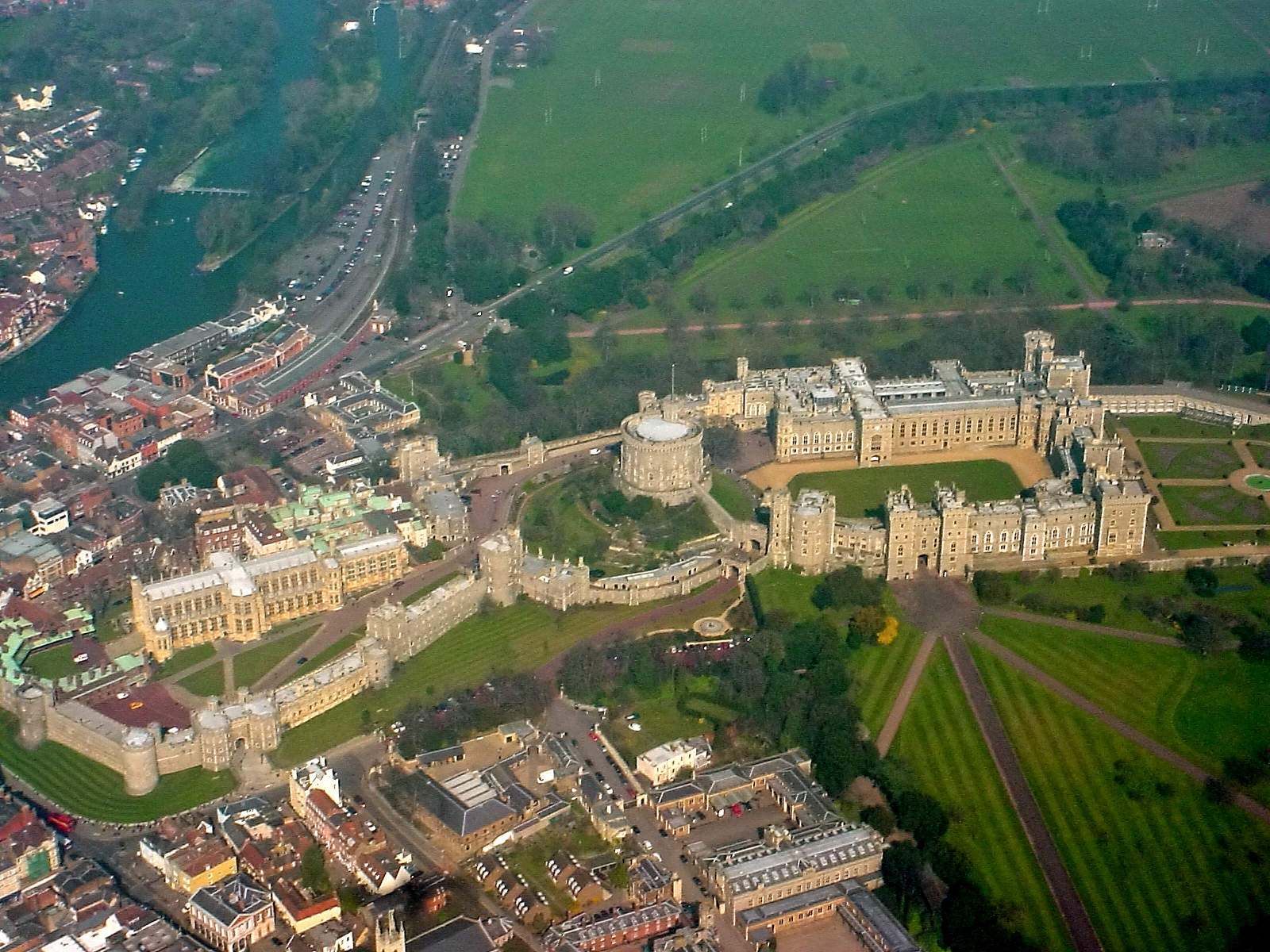
Windsor Castle.
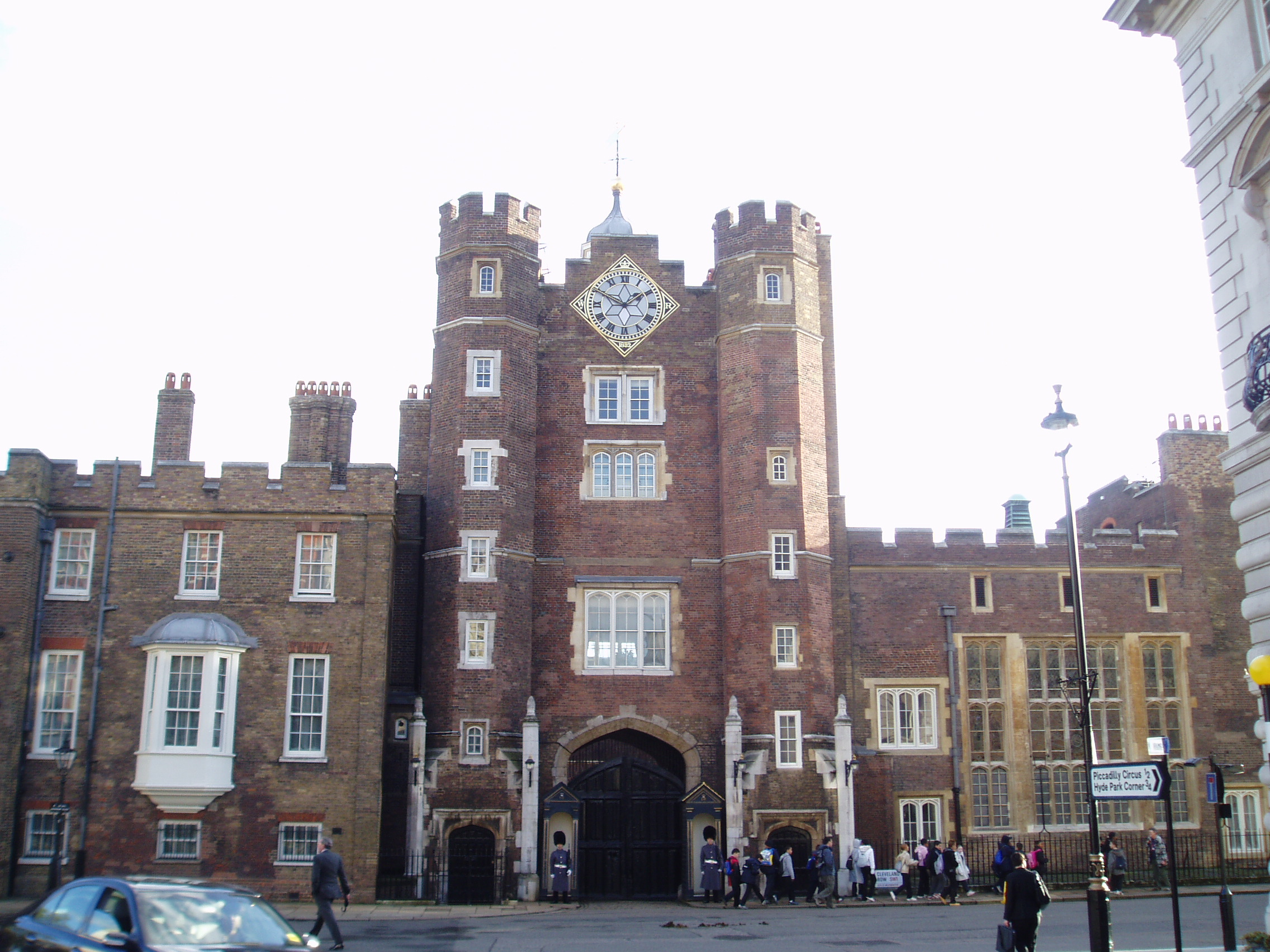
St. James's Palace.
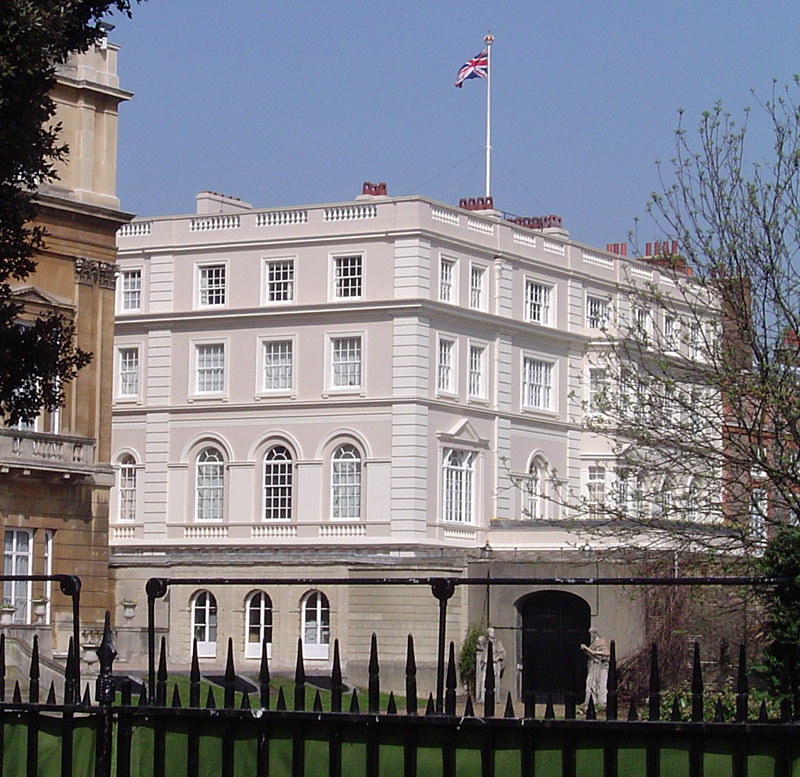
Clarence House.
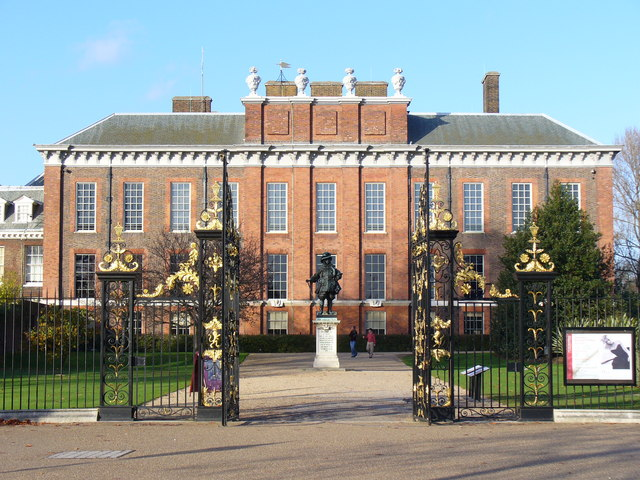
Kensington Palace.

Privategendomar
- Balmoral Castle.[23]
- Sandringham House.[23]

Historiska kungliga slott

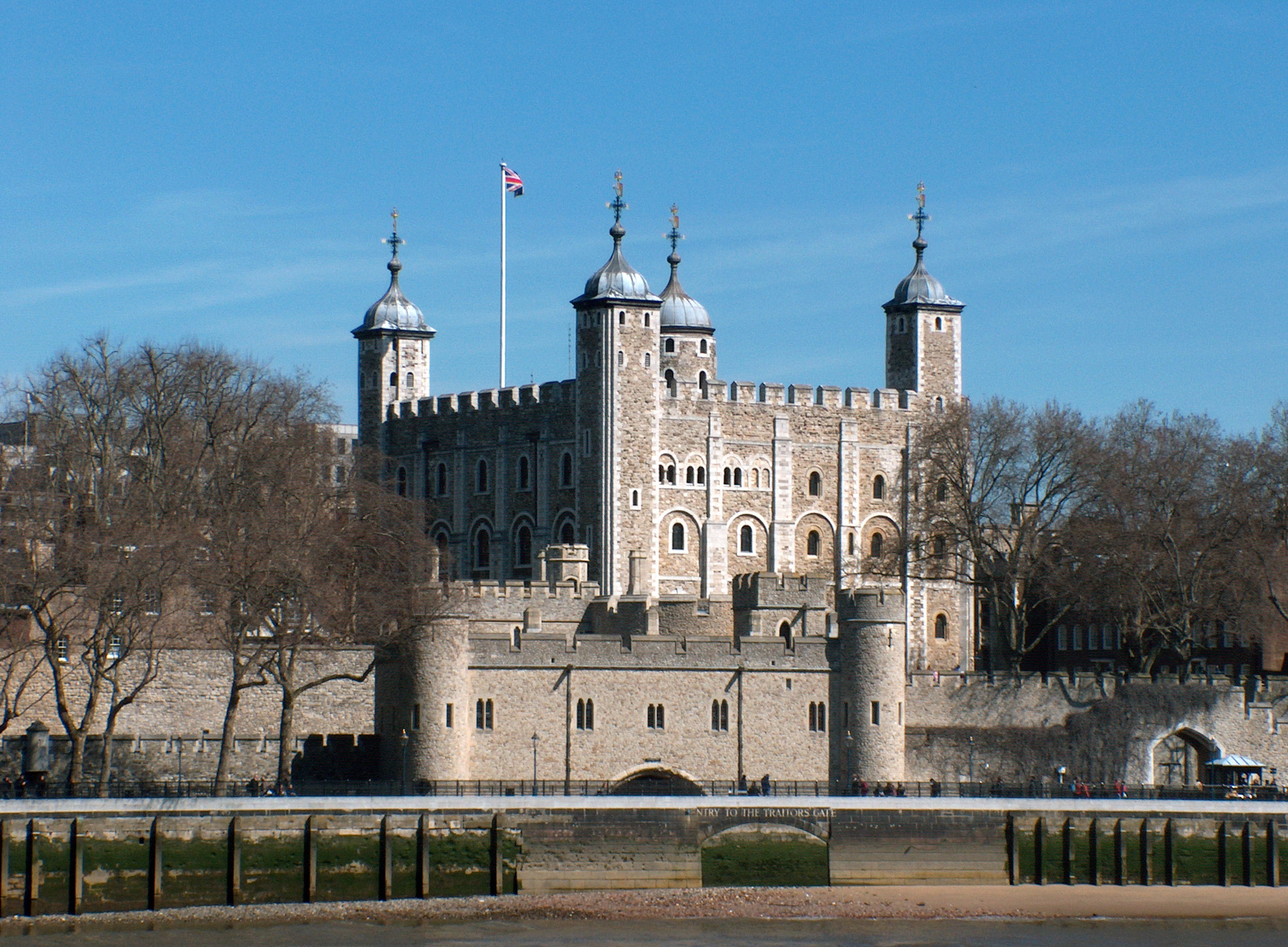
Towern.
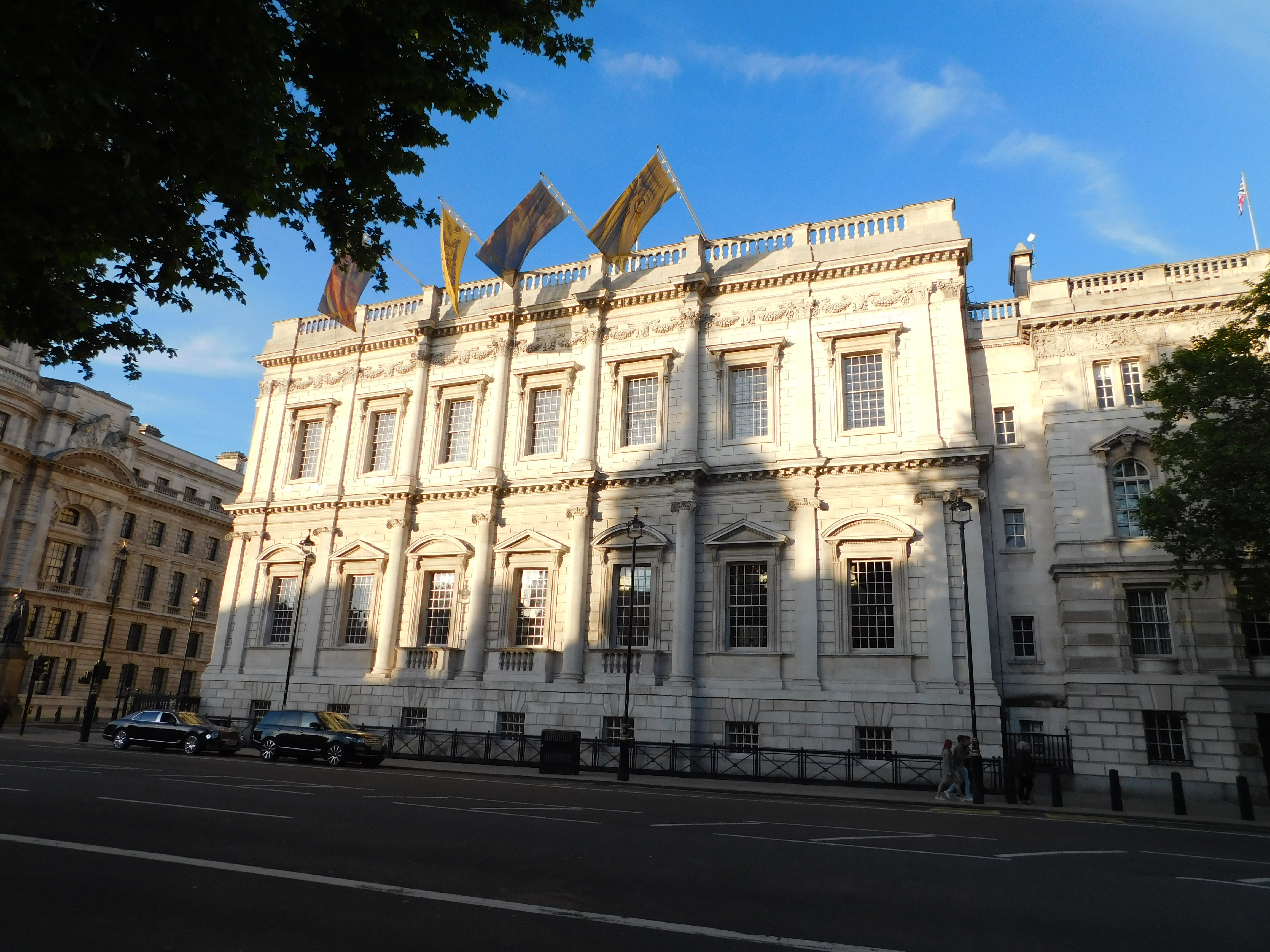
Banqueting House (återstoden av Whitehallpalatset)
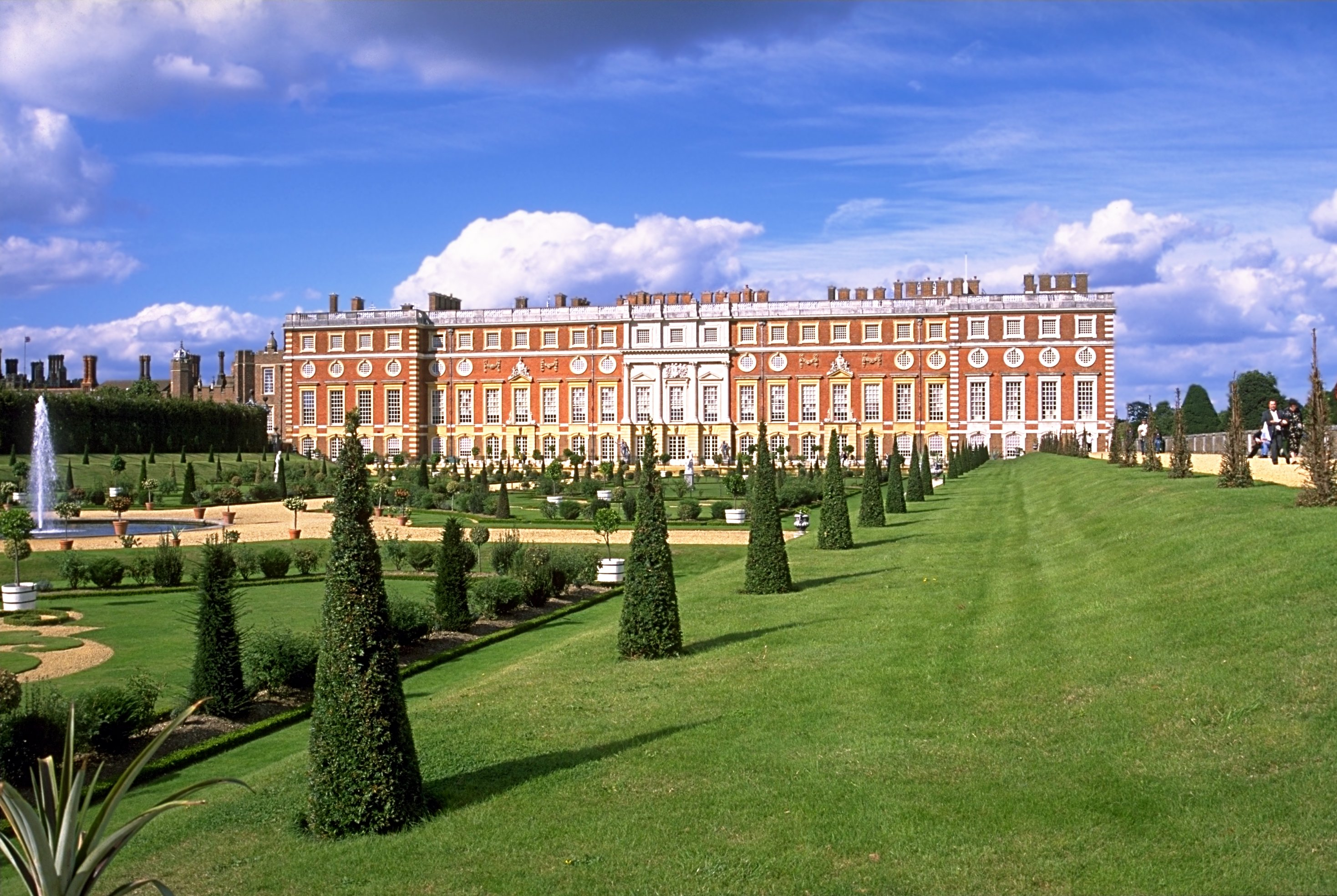
Hampton Court Palace.
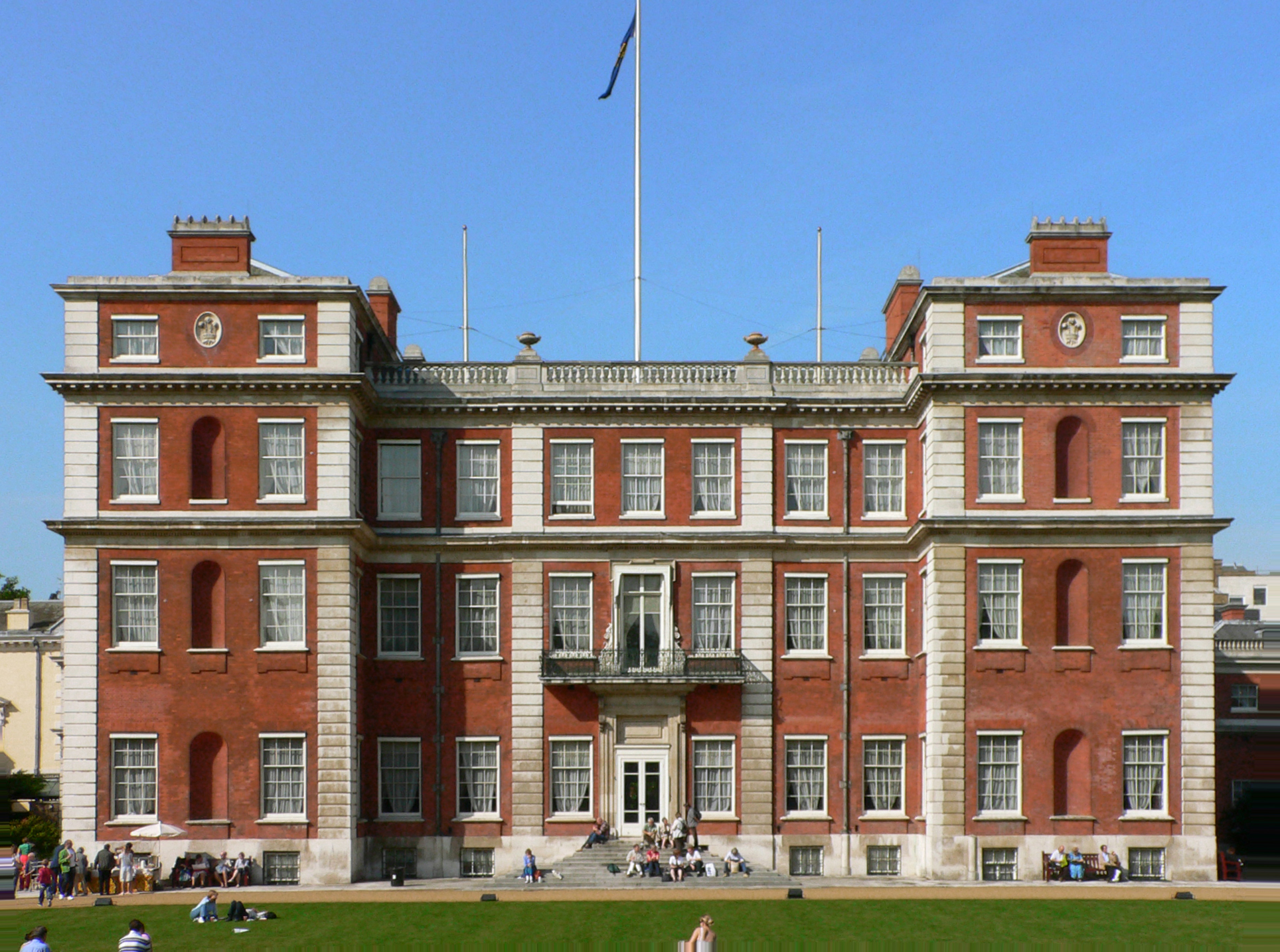
Marlborough House.
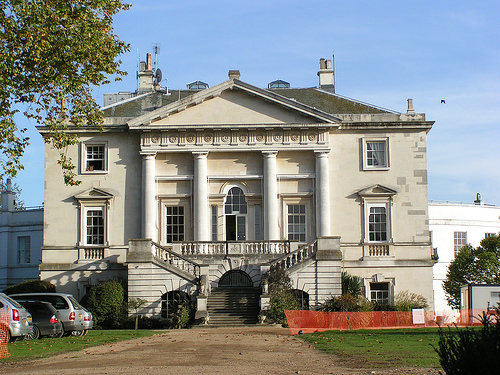
White Lodge.

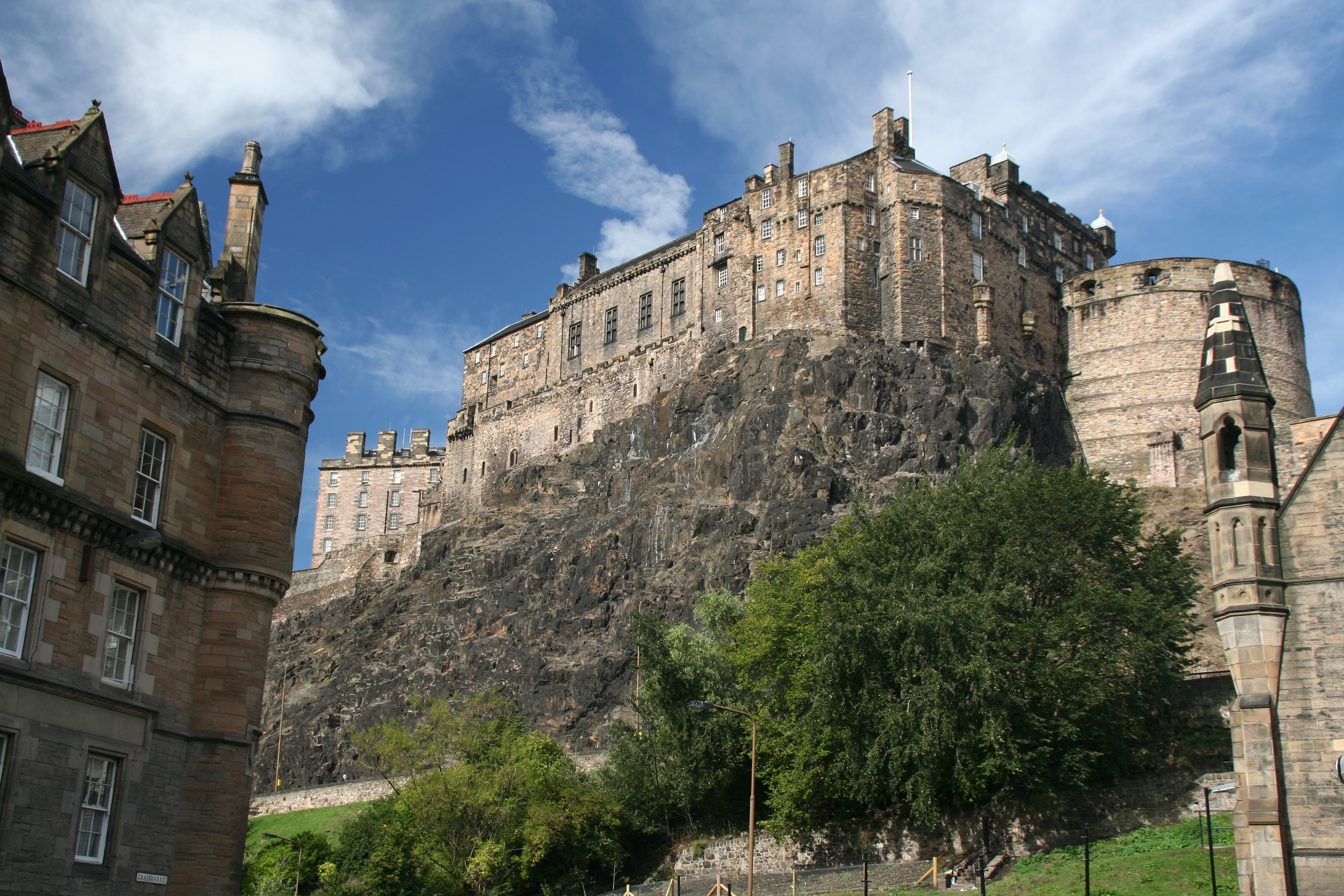
Edinburgh Castle.
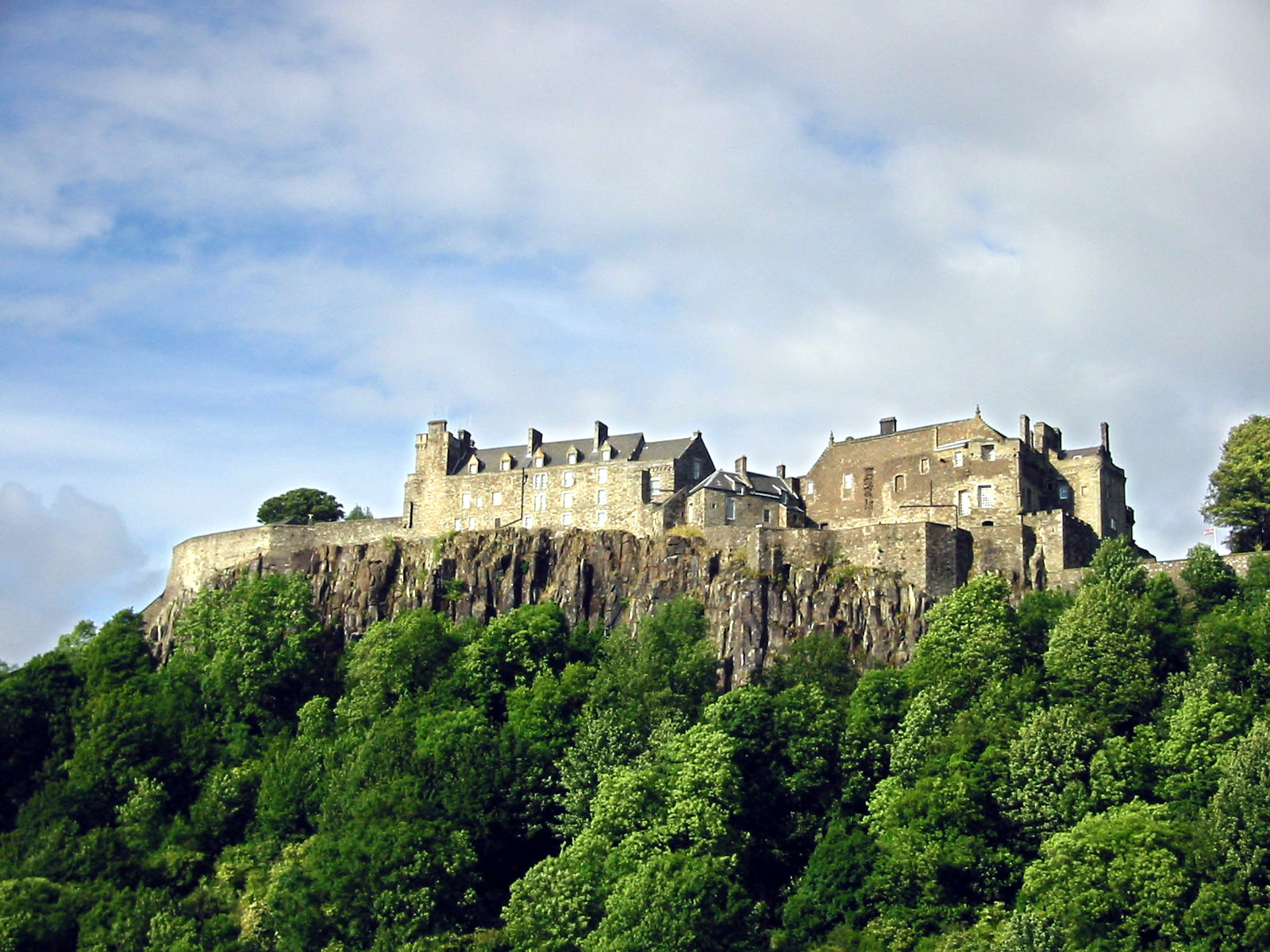
Stirling Castle.
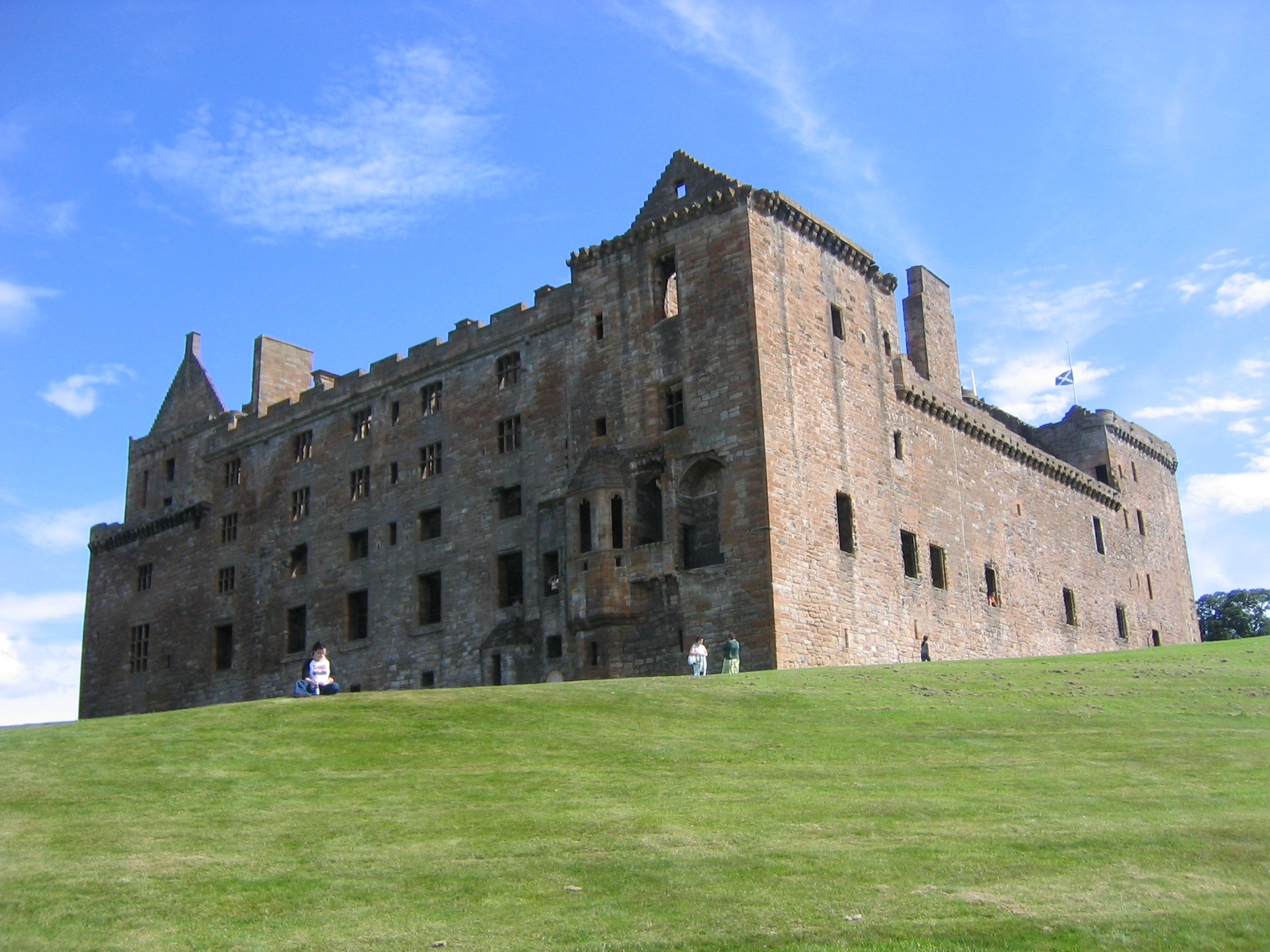
Linlithgow Palace.
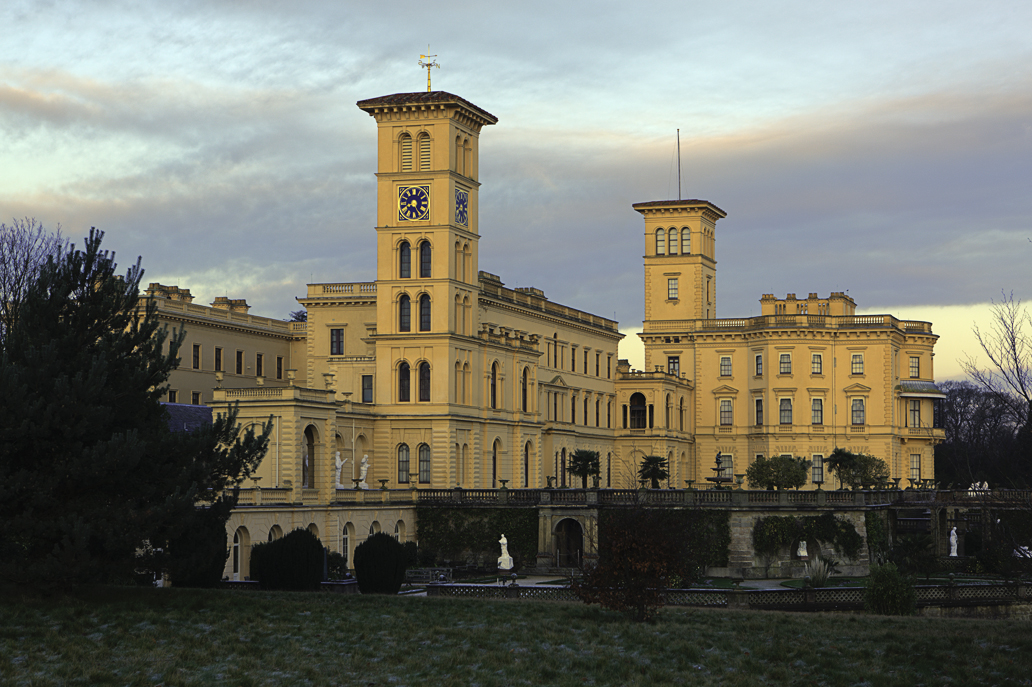
Osborne House.
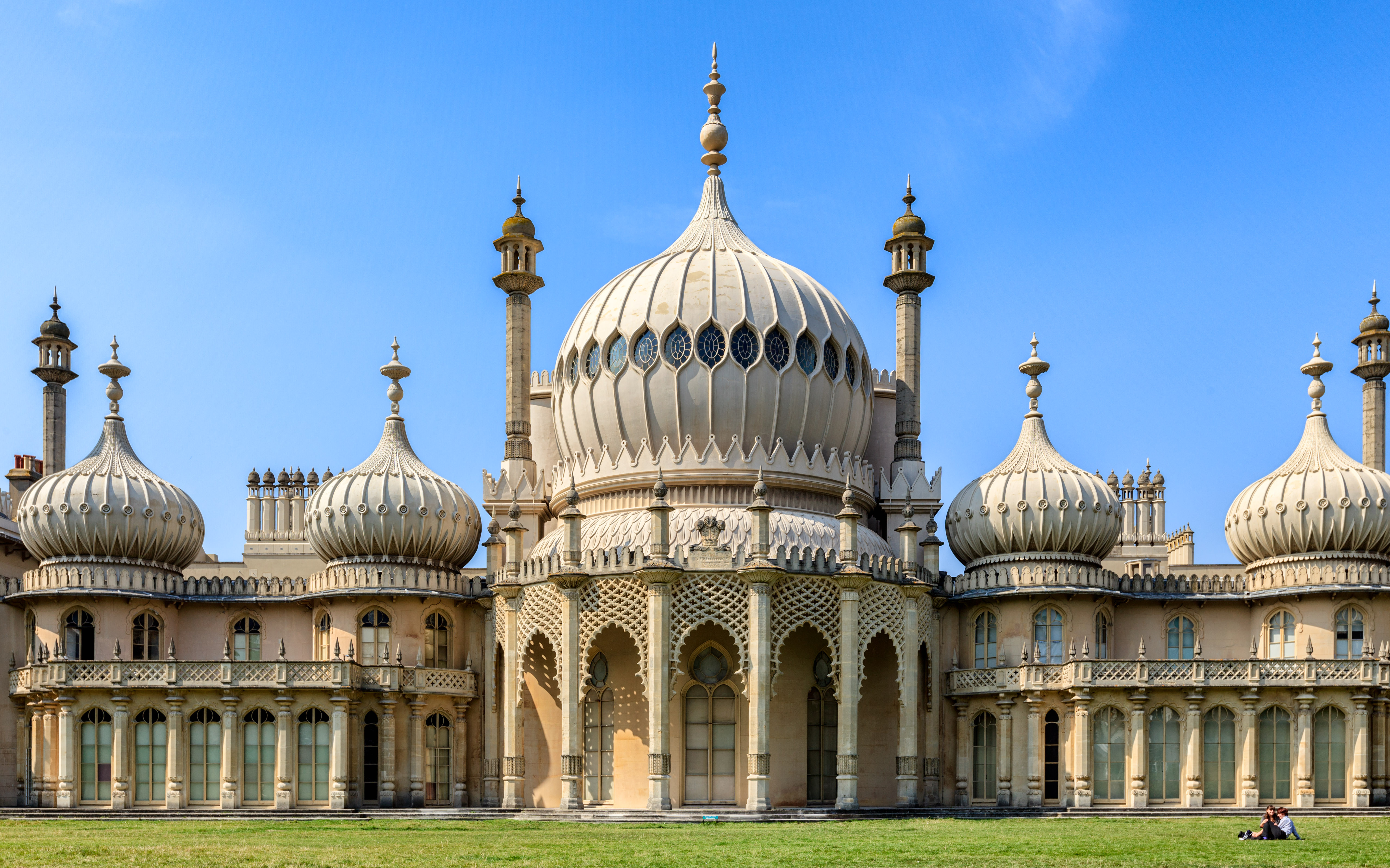
Royal Pavilion.

## Tronföljd
Den nuvarande brittiska tronföljden har traditionellt varit agnatisk-kognatisk primogenitur, vilket innebär att en yngre son har företräde framför en äldre syster.
Ett exempel på hur detta fungerade var när drottning Viktoria ärvde tronen 1837 efter sin farbror kung Vilhelm IV som enda barn till Vilhelm IV:s yngre och framlidne bror, prins Edvard, hertig av Kent och Strathearn. Titeln som kung av Hannover ärvdes dock av den yngre levande brodern prins Ernst August, hertig av Cumberland eftersom den saliska lagen med enbart manlig tronföljd gällde i Kungariket Hannover. Personalunionen mellan Storbritannien och Hannover som funnits sedan kung Georg I upphörde därför 1837.
Drottning Elizabeth II besteg tronen därför att hon inte hade någon bror. Hennes far, Georg VI, ärvde tronen eftersom hans äldre bror, Edvard VIII abdikerade från den och han var den näst äldste brodern.
Vid sammanträdet för samväldets regeringschefer i Perth i Australien den 28 oktober 2011 meddelade regeringscheferna för de då 16 länderna med brittiska monarken som sin statschef (samväldesriken) att de nu kommer att verka samfällt för att lagen som reglerar tronföljden ändras så att det äldsta barnet, oavsett kön, ärver kronan (kognatisk tronföljd). Förändringarna trädde i kraft i samtliga samväldesriken 26 mars 2015, så för personer födda efter 28 oktober 2011 gäller absolut primogenitur utan manlig företrädesrätt (även känt fullt kognatisk tronföljd).

## Titlar

### Monarken
Monarken har predikatet majestät. Vid trontillträdet väljer monarken hur han/hon ska kallas som kung eller regerande drottning, men inte med nödvändighet sitt tilltalsnamn: Georg VI, Edvard VII och Victoria valde annat namn än sina tilltalsnamn.
När England och Skottland förenades till Storbritannien 1707 valde de brittiska kungarna att fortsätta med de regentnummer som hade gällt för de engelska kungarna. Frågan blev aktuell först när Vilhelm IV blev kung 1830 (Skottland hade bara haft två kungar med det namnet tidigare). Mönstret fortsatte med Edvard VII 1901 (endast en skotsk kung med namnet Edvard tidigare) och Elizabeth II 1952 (ingen tidigare skotsk regerande drottning med det namnet). Vid Elizabeth II:s kröning försökte skotska nationalister att rättsligt förhindra en brittisk monark att följa engelska monarkers numrering i Skottland.
Sedan 1927 med Titulärakten så är den brittiska monarken kung eller drottning över "Förenande Kungariket Storbritannien och Nordirland" (engelska: United Kingdom of Great Britain and Northern Ireland).

### Andra medlemmar av kungahuset
Enligt ett kungligt brev (engelska: letters patent) från 1917 utfärdat av kung Georg V i kronrådet tillkommer predikatet kunglig höghet och titeln prins och prinsessa barn och barnbarn till en regerande monark i svärdslinjen, dvs rak manlig linje. Ett särskilt tillägg gjordes av kung Georg VI för prinsessan Elizabeths barn så att dessa kunde bli prins/prinsessa vid födseln innan hon efterträdde honom som drottning. Drottning Elizabeth II kungjorde ytterligare ett undantag så att samtliga barnbarn till dåvarande prinsen av Wales genom dennes äldste son, prins William, hertig av Cambridge, även blev prins respektive prinsessa vid födseln.
Tronföljaren bär titeln prins av Wales som sin främsta titel (förutom i Skottland där vederbörande benämns som hertig av Rothesay), men den tilldelas inte per automatik. Titeln hertig av Cornwall tillkommer däremot en manlig tronföljare automatiskt och till den är egendomen hertigdömet Cornwall kopplad och står för dennes försörjning.
Söner till en monark och tronföljaren brukar i vuxen ålder tilldelas ärftlig pärsvärdighet, vanligen hertigtitel, ofta i samband med bröllop. Innan reformerna i Storbritanniens parlament under slutet av 1990-talet innebar det att de på så sätt även blev ledamöter i överhuset. Eftersom en pärsvärdighet har företräde framför en prinstitel brukar en innehavare av båda refereras till i kortform som exempelvis HKH Hertigen av [hertigdömet] (exempelvis prins Arthur, hertig av Connaught och Strathearn som "HKH Hertigen av Connaught och Strathearn" liksom prins Leopold, hertig av Albany som "HKH Hertigen av Albany").
En prins som inte har en egen hertigtitel och som inte är son till vare sig den regerande monarken eller tronföljaren brukar enligt brittisk kutym införd på 1700-talet refereras till som "HKH prins N.N. av [faderns hertigdöme]" (exempelvis prins Michael av Kent och prins Arthur av Connaught) för att markera tillhörighet med en sidolinje, även om dessa givetvis är fullvärdiga prinsar av Storbritannien.
En dotter till en kunglig hertig som saknar en egen pärsvärdighet brukar enligt brittisk kutym införd på 1700-talet refereras till som "HKH prinsessan N.N. av [faderns hertigdöme]" (exempelvis prinsessan Alexandra av Kent, prinsessan Patricia av Connaught och prinsessan Alice av Albany) för att markera tillhörighet med en sidolinje, även om dessa givetvis är fullvärdiga prinsessor av Storbritannien.
Den äldsta dottern till en regerande monark brukar tilldelas titeln Princess Royal, efter mönster från 1600-talets Frankrike (där motsvarigheten var Madame Royal). Titeln kan enbart innehas av en innehavare samtidigt livet. Sedan 1987 innehas titeln prinsessan Anne, som är enda dotter till Elizabeth II.

## Lista över Storbritanniens monarker sedan 1707
Lista över Storbritanniens regenter

### Anmärkning
1. ↑  I brittiskt officiellt tryck och i juridisk referenslitteratur används ofta det likaledes könsneutrala men pompösa begreppet suveränen (engelska: The Sovereign) om Storbritanniens regerande monark.[1] På svenska språket har just det begreppet en konnotation till en absolut monarki[2], vilket det inte har på samma sätt i brittisk kontext.

### Notförteckning
1. 1 2 3 4 5  ”The Cabinet Manual, A guide to laws, conventions and rules on the operation of government” (på engelska). Cabinet Office. 2010. https://assets.publishing.service.gov.uk/government/uploads/system/uploads/attachment_data/file/60641/cabinet-manual.pdf. Läst 14 april 2021.
2. ↑  ”Sök i tre ordböcker på en gång (suverän)”. svenska.se. Svenska Akademien. https://svenska.se/tre/?sok=suver%C3%A4n&pz=1. Läst 14 april 2021.  ”1) som har den högsta makten l., i sht förr, oinskränkt makt; högstrådande, allenarådande; särsk. om Gud l. om statsöverhuvud l. regent l. politisk organisation l. korporation o. d.; om regent äv.: enväldig l. ofelbar l. egenmäktig; äv. med sakligt huvudord betecknande makt o. d.: oinskränkt; äv. ss. adv., särsk.: enväldigt l. oberoende l. självständigt. Härskare med suverän makt.”
3. ↑  ”Review of the Executive Royal Prerogative Powers: Final Report” (på engelska). The Governance of Britain. Ministry of Justice. 2009. sid. 3-9. http://data.parliament.uk/DepositedPapers/Files/DEP2009-2493/DEP2009-2493.pdf. Läst 15 april 2021.  ”The principal executive powers exercised by the Government identified in the Governance of Britain Green Paper were to:
  - deploy and use the Armed Forces overseas
  - make and ratify treaties
  - issue, refuse, impound and revoke passports
  - acquire and cede territory
  - conduct diplomacy
  - send and receive ambassadors, and
  - organise the Civil Service"
"The scope of the Royal prerogative power is notoriously difficult to determine. It is clear that the existence and extent of the power is a matter of common law, making the courts the final arbiter of whether or not a particular type of prerogative power exists13. The difficulty is that there are many prerogative powers for which there is no recent judicial authority and sometimes no judicial authority at all. In such circumstances, the Government, Parliament and the wider public are left relying on statements of previous Government practice and legal textbooks, the most comprehensive of which is now nearly 200 years old.”
4. ↑  Bartlett, Gail; Everett, Michael (17 augusti 2017). ”The Royal Prerogative” (på engelska). BRIEFING PAPER Number 03861, 17 August 2017. House of Commons Library. sid. 10. https://researchbriefings.files.parliament.uk/documents/SN03861/SN03861.pdf. Läst 14 april 2021.  ”There are three main prerogative powers recognised under the common law which still reside in the jurisdiction of the Sovereign. While these powers are recognised as in the jurisdiction of the Sovereign personally, this does not mean that the Sovereign does not act according to the advice of the Government. In all of these cases, the Government provides advice which would be expected to be followed.”
5. ↑  ”The Imperial State Crown 1937” (på engelska). Royal Collection Trust. https://www.rct.uk/collection/themes/trails/the-crown-jewels/the-imperial-state-crown. Läst 14 april 2021.
6. 1 2  ”How we are run” (på engelska). thecommonwealth.org. The Commonwealth. https://thecommonwealth.org/about-us/how-we-are-run. Läst 14 april 2021.  ”Her Majesty Queen Elizabeth II is Head of the Commonwealth. The role:
  - is an important symbolic one
  - has no maximum fixed term
  - is not hereditary, and future Heads will be chosen by Commonwealth leaders.”
7. ↑  Brandon, Piers (2008). Decline And Fall Of The British Empire. Vintage. sid. 816. ISBN 978-0307388414
8. ↑  Murphy, Philip (2018). Empire's New Clothes: The Myth of the Commonwealth. Oxford: Oxford University Press. ISBN 9780190935009
9. ↑  ”The Kerr Palace Letters” (på engelska). National Archives of Australia. 2020. https://www.naa.gov.au/explore-collection/kerr-palace-letters. Läst 14 april 2021.
10. ↑  ”Gough Whitlam: Letters show Queen not told in advance of Australia PM's sacking” (på engelska). BBC News. BBC. 14 juli 2020. https://www.bbc.com/news/world-australia-53386554. Läst 14 april 2021.
11. ↑  St James's Palace - Brittiska hovstaternas webbplats Arkiverad 15 maj 2016 hämtat från the Wayback Machine. (på engelska). Läst 19 november 2011.
12. ↑  The Royal Household - Brittiska hovstaternas webbplats (på engelska). Läst 19 november 2011.
13. ↑  A new Household for His Royal Highness Prince William of Wales and His Royal Highness Prince Henry of Wales - Prinsens av Wales webbplats Arkiverad 25 maj 2009 hämtat från the Wayback Machine. (på engelska). Läst 19 november 2011.
14. ↑  The Prince of Wales - The Duke and Duchess of Cambridge's permanent London Residence - Prinsens av Wales webbplats Arkiverad 9 november 2011 hämtat från the Wayback Machine. (på engelska). Läst 19 november 2011.
15. 1 2 3 4 5 6  ”Inside the Royal Household” (på engelska). ww.royal.uk. Royal Household. https://www.royal.uk/inside-the-royal-household. Läst 12 januari 2022.
16. ↑  ”The Private Secretary to The Queen” (på engelska). www.royal.uk. Royal Household. https://www.royal.uk/private-secretary-queen. Läst 12 januari 2022.  ”The Private Secretary is responsible for supporting The Queen in her duties as Head of State.
The office holder is the channel of communication between the Head of State and the Government, not only in the United Kingdom but also in the 15 other realms of which The Queen is Sovereign.
The Private Secretary also liaises with the Armed Forces, the Church and the many organisations of which Her Majesty is patron.”
17. ↑  ”50 facts about The Queen's Coronation” (på engelska). www.royal.uk. Royal Household. https://www.royal.uk/50-facts-about-queens-coronation-0. Läst 12 januari 2021.  ”7. The incumbent Earl Marshal is responsible for organising the Coronation. Since 1386 the position has been undertaken by The Duke of Norfolk. The 16th Duke of Norfolk was responsible for The Queen's Coronation in 1953 and he was also responsible for the State funeral of Sir Winston Churchill (1965) and the investiture of The Prince of Wales (1969).”
18. ↑  ”CONTROL AND CUSTODY OF THE PALACE OF WESTMINSTER HC Deb 23 March 1965 vol 709 cc332-3” (på engelska) (Hansard). parliament.uk. House of Commons. 23 december 1965. https://api.parliament.uk/historic-hansard/commons/1965/mar/23/control-and-custody-of-the-palace-of. Läst 12 januari 2022.
19. ↑  ”The Sovereign Grant and Sovereign Grant Reserve Annual Report and Accounts 2020-21” (på engelska) (Presented to Parliament pursuant to Section 2 and Section 4
of the Sovereign Grant Act 2011). www.royal.uk. Royal Household. 23 juni 2021. https://www.royal.uk/sites/default/files/media/sovereign_grant_report_2020-2021_0.pdf. Läst 15 januari 2022.
20. 1 2  ”Buckingham Palace”, Official website of the British Monarchy (The Royal Household), arkiverad från ursprungsadressen  den 27 March 2010, https://web.archive.org/web/20100327220845/http://www.royal.gov.uk/TheRoyalResidences/BuckinghamPalace/BuckinghamPalace.aspx, läst 14 juli 2009 Arkiverad 25 juli 2018 hämtat från the Wayback Machine.
21. 1 2  ”The Palace of Holyroodhouse”, Official website of the British Monarchy (The Royal Household), http://www.royal.gov.uk/TheRoyalResidences/ThePalaceofHolyroodhouse/ThePalaceofHolyroodhouse.aspx, läst 14 juli 2009
22. 1 2  ”Windsor Castle”, Official website of the British Monarchy (The Royal Household), http://www.royal.gov.uk/TheRoyalResidences/WindsorCastle/WindsorCastle.aspx, läst 14 juli 2009
23. 1 2 3   The Royal Residences: Overview, Royal Household, arkiverad från ursprungsadressen  den 1 May 2011, https://web.archive.org/web/20110501012839/http://www.royal.gov.uk/TheRoyalResidences/Overview.aspx, läst 9 december 2009
24. ↑  Riotte, Torsten (17 juli 2017). ”Personal Union and Transfer: Great Britain and Hanover, 1714–1837” (på engelska). European History Online (EGO). Leibniz Institute of European History (IEG). http://ieg-ego.eu/en/threads/european-networks/dynastic-networks/torsten-riotte-personal-union-and-transfer-great-britain-and-hanover-1714-1837. Läst 16 december 2021.
25. ↑  BBC News, Girls equal in British throne succession, hämtad 2011-10-31
26. ↑  Clegg, Nick (26 mars 2015). ”Commencement of Succession to the Crown Act 2013 (Statement UIN HCWS490)” (på engelska). parliament.uk. Storbritanniens parlament. Arkiverad från originalet den 2 december 2021. https://web.archive.org/web/20211202200532/https://questions-statements.parliament.uk/written-statements/detail/2015-03-26/HCWS490. Läst 15 december 2021.
27. ↑  Panton, James (2011) (på engelska). Historical Dictionary of the British Monarchy. Scarecrow Press. sid. 392. ISBN 9780810874978. https://books.google.com/books?id=BiyyueBTpaMC&pg=PA392. Läst 7 oktober 2020
28. ↑  Royal Titles Bill Arkiverad 16 januari 2021 hämtat från the Wayback Machine.. Hansard, 3 March 1953, vol. 512, col. 251
29. ↑  Royal Style and Title Arkiverad 16 januari 2021 hämtat från the Wayback Machine.. Hansard, 15 April 1953, vol. 514, col. 199
30. ↑  ”No. 30428”, The London Gazette, 11 December 1917, https://www.thegazette.co.uk/London/issue/30428/page/13086
31. ↑  ”No. 38452”, The London Gazette, 9 November 1948, https://www.thegazette.co.uk/London/issue/38452/page/5889
32. ↑  ”No. 60384”, The London Gazette, 8 January 2013, https://www.thegazette.co.uk/London/issue/60384/page/213
33. 1 2  ”Titles and Heraldry” (på engelska). www.princeofwales.gov.uk. https://www.princeofwales.gov.uk/titles-and-heraldry. Läst 15 december 2021.
34. 1 2  Rosvall, Ted (2013). ”Is she or ain't she?” (på engelska). ROYALTY DIGEST QUARTERLY 3/2013. Arkiverad från originalet den 15 december 2021. https://web.archive.org/web/20211215214129/https://www.royalbooks.se/artikel/40/is-she-or-aint-she.html. Läst 15 december 2021.
35. ↑  Reslen, Eileen (201810812). ”Why Princess Charlotte Won't Automatically Inherit the Title of Princess Royal” (på engelska). www.townandcountrymag.com. Town & Country. https://www.townandcountrymag.com/society/tradition/a22662842/princess-charlotte-princess-royal-title/. Läst 15 december 2021.